# Larentia albifiliata
Larentia albifiliata är en fjärilsart som beskrevs av Walker 1863. Larentia albifiliata ingår i släktet Larentia och familjen mätare. Inga underarter finns listade i Catalogue of Life.